# Tetrakladium (gomba)
A Tetracladium a Helotiales rendjébe tartozó gombanemzetség. Az ebbe a nemzetségbe tartozó fajok elsősorban arról ismertek, hogy mindenütt jelen vannak különféle élőhelyeken, beleértve a talajt, a bomló növényi anyagokat és a vízi környezetet. A "Tetracladium" nemzetség neve a görög "tetra" szóból származik, amely négyet jelent, és a "cladion" szóból, amely ágat jelent, utalva a gombák konidiofórjaiban megfigyelt tipikus elágazási mintára.

## Rendszertan
A Tetracladium nemzetséget először DeWildeman írta le 1893-ban. Kezdetben, egészen a 20. század fordulójáig kilenc különböző vízi fajt különítettek el spóráik megfigyelhető jellemzői alapján. Különleges tetraradiát konidiospórákkal rendelkeznek, amelyek kb. 60x100 µm nagyságúak. Ivaros szaporodási folyamatuk nem ismert. Néhány nemrégiben leírt faj finom morfológiai vagy fejlődési különbségekre alapszik, amelyek csak specifikus laboratóriumi körülmények között tűnhetnek fel.
A gombákon belül a Tetracladium a Dikarya nevű csoportba, az Ascomycota törzsbe, a Pezizomycotina rendbe és a Leotiomycetes osztályba, a Han Clade 9/Stamnaria vonalba/Vandijckellaceae kládba sorolható. Jelenleg a nemzetség 11 fajból áll, amelyek közül kilencet vízi élőhelyekről, hármat pedig szárazföldi környezetből írtak le, DNS-szekció és morfológiai jellemzők alapján.
A tizenegy faj a következő:
- Tetracladium apiense
- Tetracladium breve
- Tetracladium ellipsoideum
- Tetracladium furcatum
- Tetracladium globosum
- Tetracladium marchalianum
- Tetracladium maxilliforme
- Tetracladium nainitalense
- Tetracladium palmatum
- Tetracladium psychrophilum
- Tetracladium setigerum

## Elterjedés és ökológia
Tetracladium spp. sokféle környezetben megtalálható, beleértve az édesvízi és szárazföldi ökoszisztémákat is. Gyakran rothadó szerves anyagok, például víz alá merült fadarab, levélmaradék és egyéb növényi törmelék körül található. A Tetracladium fajok döntő szerepet játszanak a tápanyag-ciklusban, különösen a szerves anyagok lebontásában. Azáltal, hogy részt vesznek a bomlási folyamatban, a Tetracladium fajok hozzájárulnak a tápanyagok újrahasznosításához, melyek ezáltal  más élőlények számára könnyebben elérhetővé válnak. Elterjedésük globális, a fajokatat különböző helyekről jelentették, leggyakrabban a mérsékelt, és sarki élőhelyekről.
Tetracladium spp. különböző ökológiai kölcsönhatásokat folytatnak más élőlényekkel. Kapcsolatot alakítanak ki bizonyos növényekkel. Ezek a gombák baktériumokkal és más gombákkal is kölcsönhatásba léphetnek a bomló szerves anyagokhoz kapcsolódó összetett mikrobaközösségekben.

## Fordítás
Ez a szócikk részben vagy egészben  a   Tetracladium (fungus) című angol Wikipédia-szócikk ezen változatának fordításán alapul.  Az eredeti cikk szerkesztőit annak laptörténete sorolja fel. Ez a jelzés csupán a megfogalmazás eredetét és a szerzői jogokat jelzi, nem szolgál a cikkben szereplő információk forrásmegjelöléseként.